# Mary Spicer
Mary Nelson ‘Nellie’ Spicer (ur. 3 lipca 1987 w Barrington) – amerykańska siatkarka, grająca na pozycji rozgrywającej. Reprezentantka Stanów Zjednoczonych.

## Sukcesy klubowe
Mistrzostwa NCAA:
- 2007

Mistrzostwo Azerbejdżanu:
- 2012

## Sukcesy reprezentacyjne
Mistrzostwa Ameryki Północnej, Środkowej i Karaibów Juniorek:
- 2004

Volley Masters Montreux:
- 2010

World Grand Prix:
- 2010

Puchar Panamerykański:
- 2011